# هاکی روی یخ زیر آب
هاکی روی یخ زیر آب (به انگلیسی: Underwater ice hockey) ورزشی از دسته ورزش‌های هاکی روی یخ می‌باشد. این ورزش نسبتاً مخاطره‌آمیز در زیر استخری که سطح آن یخ زده‌است انجام می‌شود. بازیکنان این بازی باید مجهز به ماسک غواصی باشند.